# 蘑菇雲

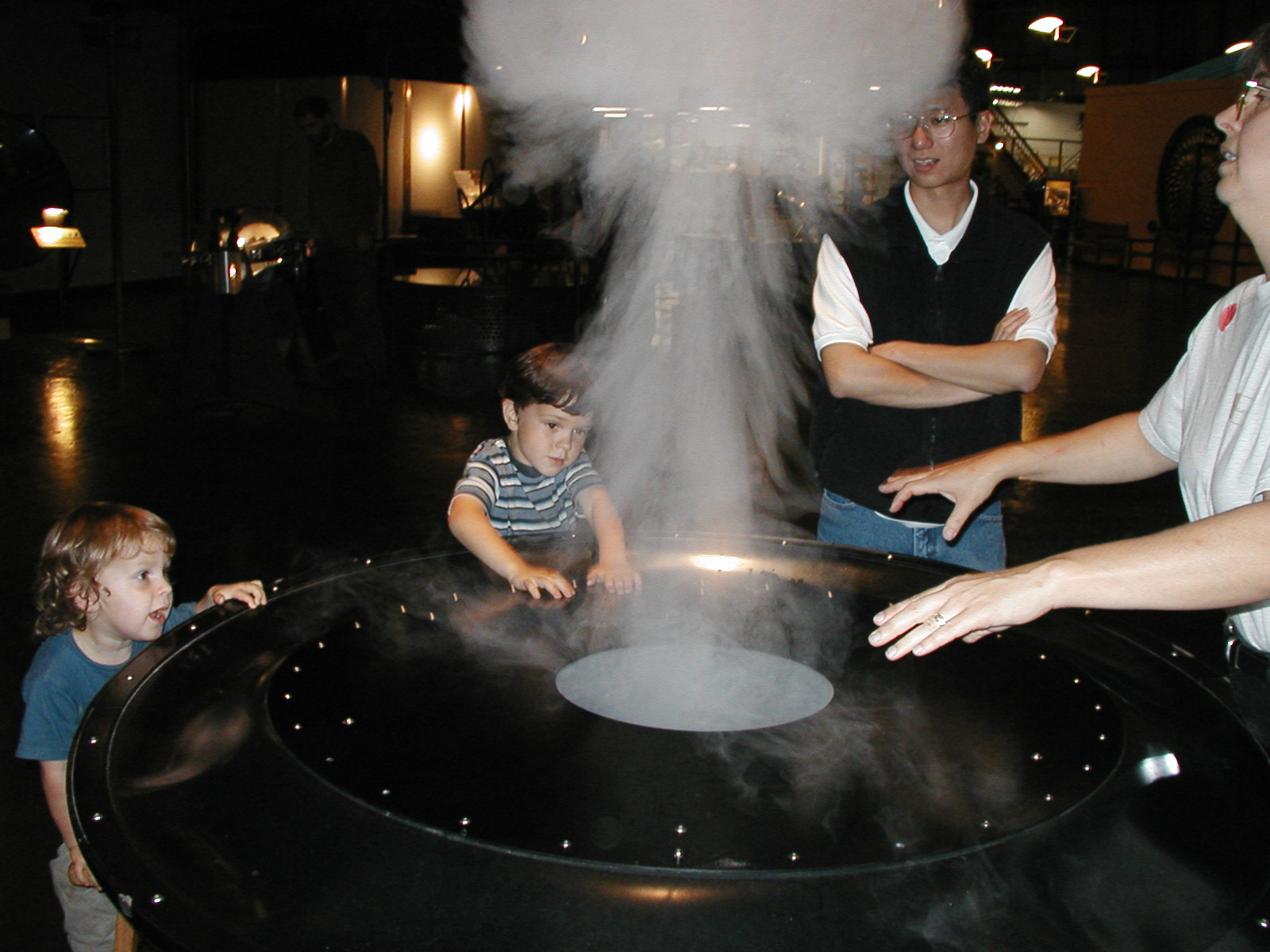
由烟箱而非浮力产生的蘑菇云。

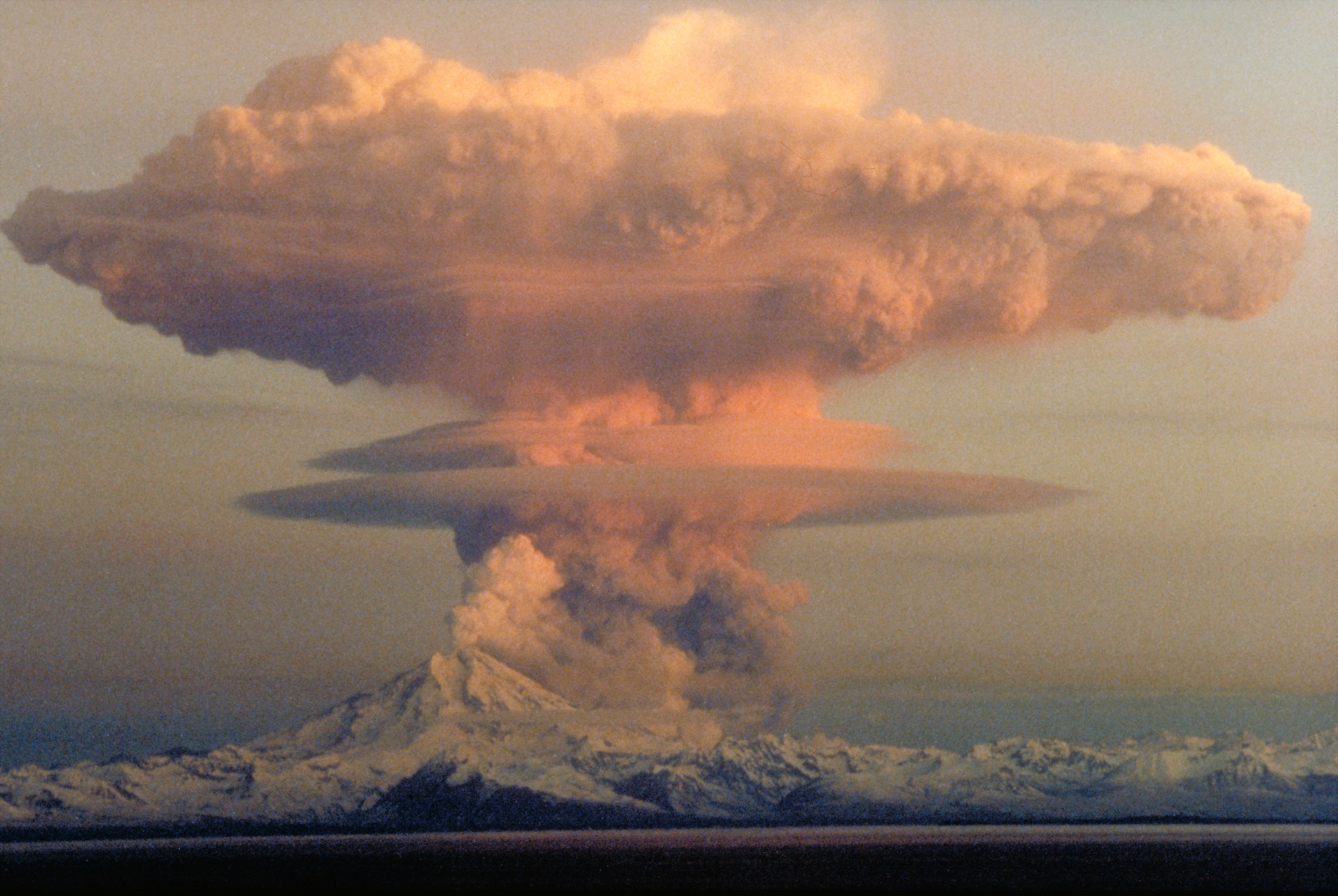
1990年4月21日里道特火山喷发时产生的蘑菇云，火山碎屑流组成的蘑菇云从火山北侧升起。

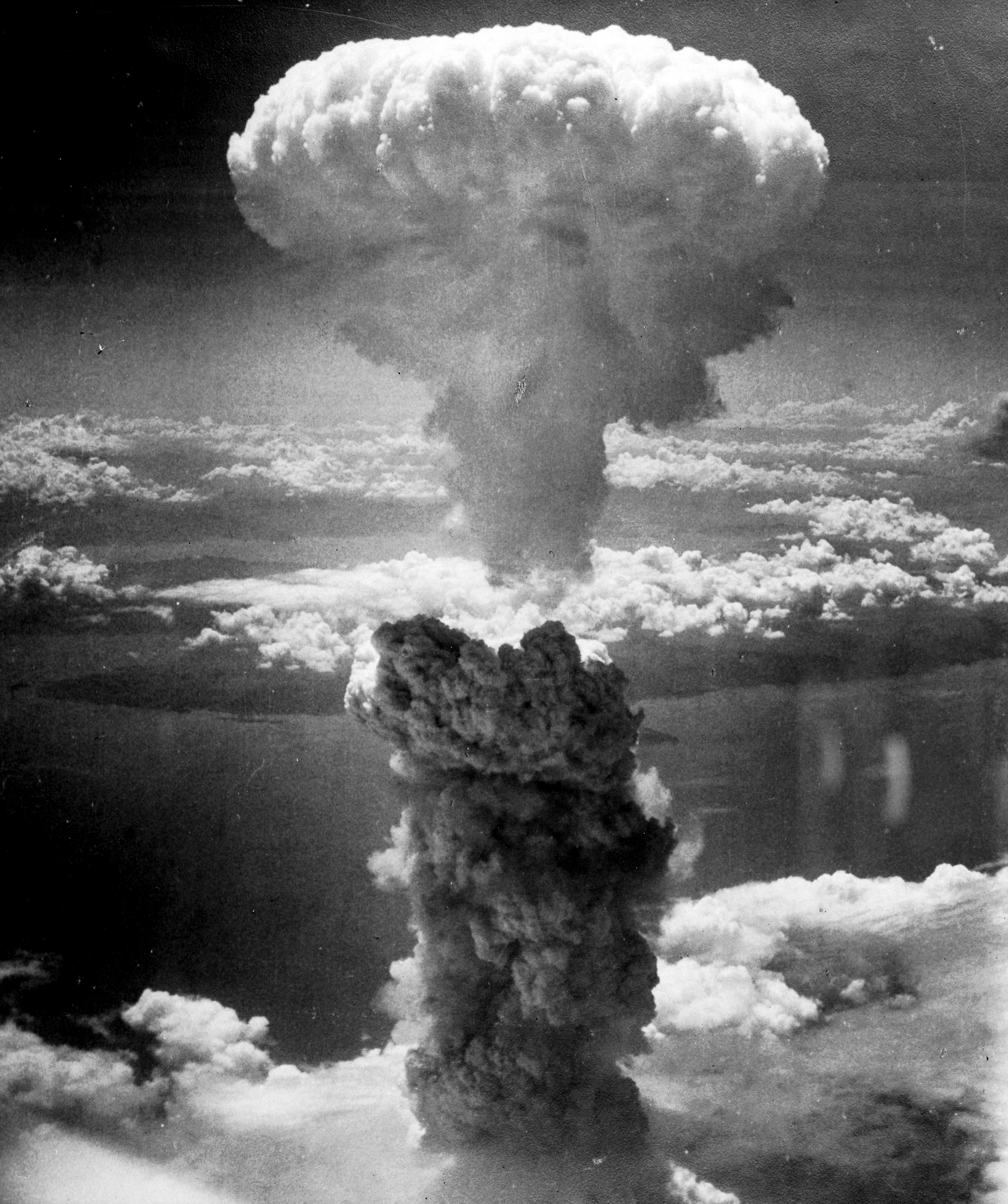
1945年8月9日日本长崎市原子弹爆炸时产生的蘑菇云。

蘑菇云又称蕈状云，是一种由烟尘组成的蘑菇状火积云，通常由大爆炸引起的水蒸气压缩造成。这种现象常与核爆炸联系起来，但只要有足够的能量爆炸或燃烧会产生同样的效果。高能常規武器，如空投高功率真空炸弹和GBU-43/B大型空爆炸弹，甚至大型工業意外，也会产生蘑菇云。一些火山喷发和撞击事件则能产生自然蘑菇云。
任何高度突然产生巨大体积的低密度气体都会形成蘑菇云，这一过程导致瑞利－泰勒不稳定性。大量气体急剧上升导致沿其边缘弯曲向下的涡旋，从而形成一个涡环组成中心柱状“蘑菇梗”。气体以及夹带的潮湿空气最终上升到外界与其密度相同的高度并散开，而从低处升来的尘埃则会沉积（参见放射性落下灰）。这一稳定高度取决于温度、露点以及起始高度上方空气的风切变。

## 词源
虽然这个术语似乎是从1950年代开始流传的，但实际上由爆炸产生的蘑菇云早在原子时代之前已有描述。例如1937年10月1日，英國泰晤士报报道日本进攻中国上海时产生了“巨大的蘑菇状烟云”，1917年加拿大哈利法克斯爆炸时也有同样的描述。第二次世界大战期间对蘑菇云的描述是比较常见的。
1945年8月13日泰晤士报报道日本长崎原子弹爆炸产生的现象时用了“巨大的蘑菇状烟尘”的描述。1945年9月9日，美國纽约时报刊载了乘坐执行轰炸飞机的曼哈顿计划官方记者威廉·伦纳德·劳伦斯关于长崎原子弹爆炸的目击证词。文中他写道炸弹产生了“紫色火柱”，在那之上是“一朵巨大的蘑菇将那柱子延伸至45,000英尺”。
1946年年底，十字路口行动的原子弹实验中的蘑菇云被描述为“花椰菜云”，但一位记者写到“蘑菇现在已经是原子时代的象征了”。蘑菇在过去一直和生与死、食物与毒药相关联，这使其成为比“花椰菜”更为强力的符号。

## 物理学解释

蘑菇云内部剖析图。冷空气接触到涡环，使其冷却成为云。

蘑菇云由各种在重力条件下的大爆炸产生，但最出名的还是由核爆炸产生的种类。如果没有重力的作用，爆炸形状将会是球形的。核武器通常在空中爆炸（而非撞击地面，因在地面爆炸多数能量将被地面吸收）以最大化其威力。爆炸后产生的火球瞬间开始在空气中上升，这一过程原理与热气球相同。其上升具有瑞利－泰勒不稳定性，空气被向上托起（类似上升气流及烟囱）并导致被称为“余风”的强气流，此时在云顶部热气体旋转形成涡环。当爆炸高度足够低，这些余风便会卷起地面的灰尘和碎片形成蘑菇云的梗干部分。当大量的热气体到达其均衡水平时便停止上升，最终形成蘑菇云顶盖形状。

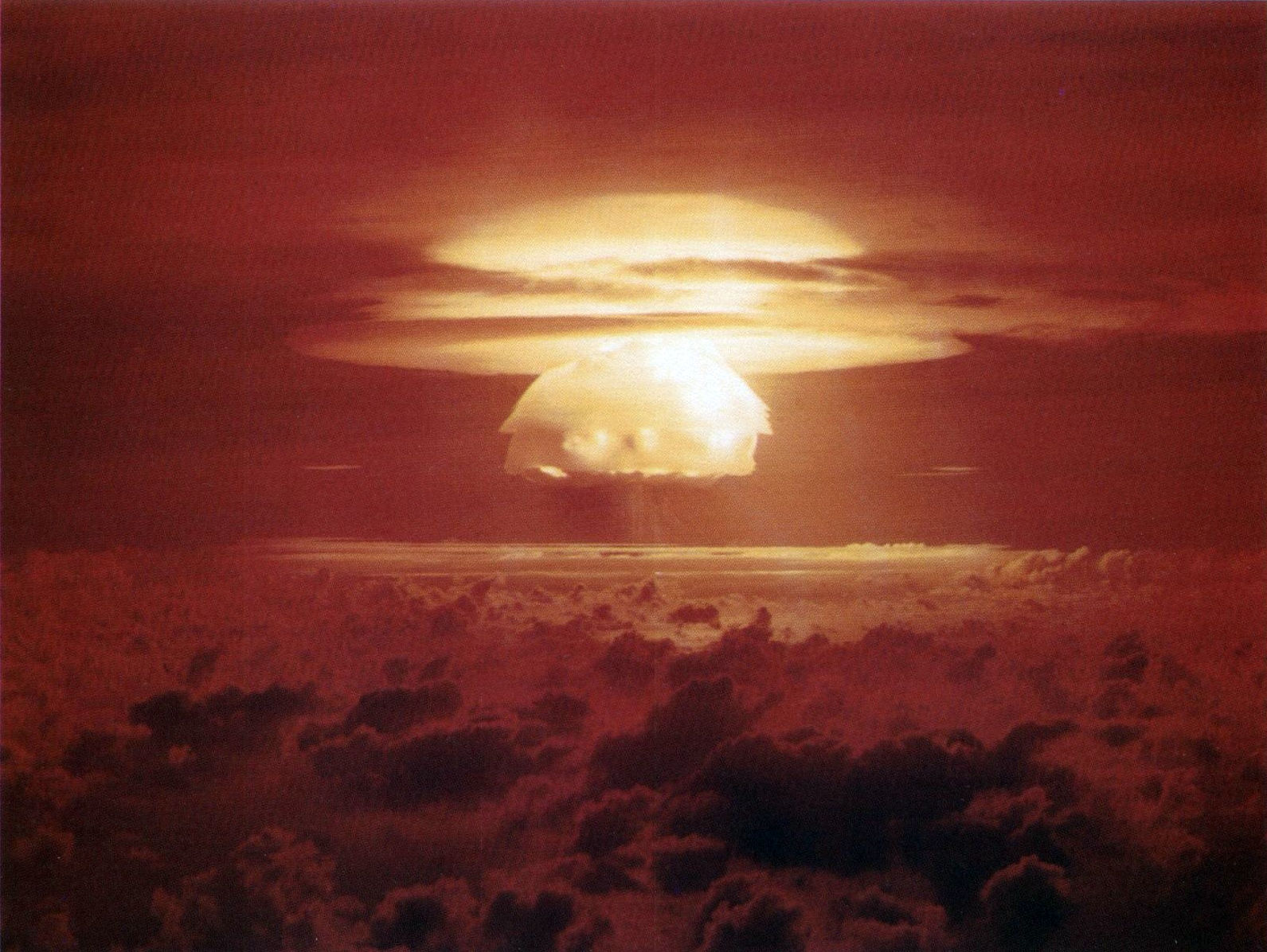
1954年3月1日试验的喝彩城堡氢弹，图中可见多个缩合环和冰盖。

## 核爆炸蘑菇云
高空核爆炸不会产生蘑菇云。蘑菇云顶部含有核裂变产生的大量放射性物质，通常由风吹散并通过天气形式（通常为雨）落至地面，形成放射性落下灰。
地下或海底核爆炸同样不会产生蘑菇云，由于爆炸造成的土和水的蒸发会原地形成气泡。接近水面的水下爆炸会产生水柱，外观类似花椰菜，与蘑菇云相似（比如著名的十字路口Baker试验）。较浅地层的地下核试验则会产生基浪——两种不同的云。随爆炸深度的增加释放到大气中的辐射量也会降低。
至于地表以及空中核爆，被抛射升空的碎屑量随爆炸高度的增加而减小。爆炸高度约7米/千吨当量时不会产生爆心，且产生的灰尘和碎屑量相对较少。放射尘自由高度（高于此高度的放射性粒子只包含小火星）约为55米/千吨当量。然而即使在这种爆炸高度，放射尘也会以不同方式形成。

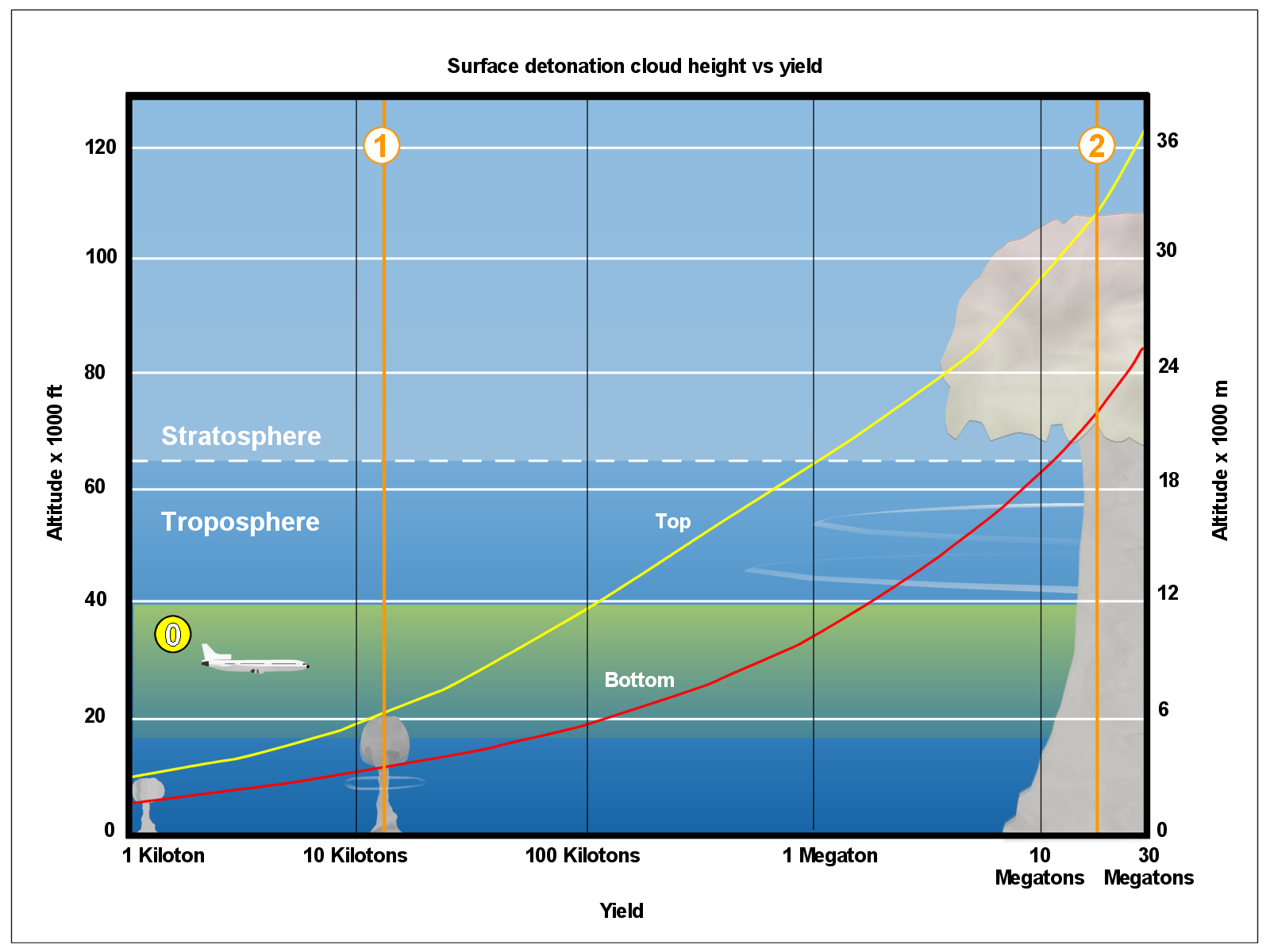
核武器当量与蘑菇云大小关系图。

蘑菇云大小与核武器爆炸产量、核武类型、聚变/裂变比、爆炸高度、地形类型以及天气有关。总的来说，小当量爆炸的90%放射性包含在“蘑菇盖”中，剩下的10%属于“蘑菇梗”。相比之下，百万吨级爆炸的放射性更多地包含在蘑菇云最下层的三分之一。

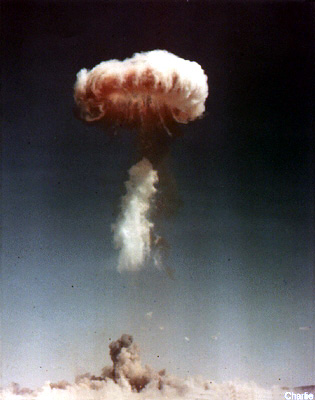
克星-争吵行动“查理”，1.4万吨当量。图示为其生成中的梗干部分，图中可见上方火球以及形成中的水蒸气压缩云。